# Krzysztof Tomasz Drohojowski
Krzysztof Tomasz Drohojowski herbu Korczak – chorąży przemyski w latach 1672–1673, sędzia deputat wojewódzki z ziemi przemyskiej w konfederacji gołąbskiej, sędzia kapturowy ziemi przemyskiej w 1673 roku.